# Isocanace freidbergi
Isocanace freidbergi är en tvåvingeart som beskrevs av Wayne N. Mathis 1999. Isocanace freidbergi ingår i släktet Isocanace och familjen Canacidae. Inga underarter finns listade i Catalogue of Life.